# Mirko Vučinić
Mirko Vučinić (Nikšić, Montenegro, Iugoslàvia, 1 d'octubre del 1983) és un exfutbolista montenegrí.
Començà a jugar al Sutjeska Nikšić de la seva ciutat natal, però ben jove es traslladà a Itàlia on fitxà per l'U.S. Lecce i el 2006 per l'AS Roma, club que pagà un traspàs de €3.5 milions per la cessió inicial i €7.5 de traspàs total.